# Андрагафий
Андрагафий,  иногда Андрагаций (лат. Andragathius) — римский военный деятель конца IV века.
Андрагафий происходил из причерноморских областей. При узурпаторе Магне Максиме, с 383 года по 388 год, он занимал должность магистра конницы. В 383 году Магн Максим провозгласил себя императором в Британии и высадился в Галлии. Войска легитимного императора Грациана, стоявшие у Лютеции, начали переходить к Максиму. Сам Грациан бежал от своей армии. Максим отправил Андрагафия в погоню за Грацианом. Андрагафий достиг императора у Лугдунума (или в Верхней у Сингидунума), где 25 августа 383 года убил его.
Сократ Схоластик рассказывает об убийстве Грациана:

«Вождь Максима Андрагафий, устроив возимые мулами носилки, похожие на ложе, скрылся в них и приказал страже разглашать всем, что едет супруга царя Грациана. В таком виде встретился он с царем, который тогда близ галльского города Лугдуна переправлялся через реку. Поверив, что действительно едет его супруга, Грациан не предостерегся от обмана и впал в руки врага, как слепой в яму, ибо Андрагафий быстро выскочил из носилок и умертвил его.»

В 388 году, когда Феодосий I начал войну против Магна Максима, Андрагафий охранял альпийские проходы на севере Италии. Он построил укрепления и занял все возможные места переправ через местные реки. Однако, когда Феодосий, разбив армию Максима, подошёл к Альпам, Андрагафий решил совершить морской рейд для того, чтобы неожиданно напасть на противника, но Феодосий воспользовался этим и без сопротивления пересёк Альпы, оставленные без какой-либо защиты. В том же году Магн Максим был убит своими солдатами. Узнав об этом, Андрагафий бросился с корабля в море.